# 维莱苏蒙特龙
维莱苏蒙特龙（法語：Villers-sous-Montrond，法語發音：[vilɛʁ su mɔ̃tʁɔ̃]，意为“蒙特龙下方的维莱”）是法国杜省的一个市镇，位于该省中部偏西，属于贝桑松区。2022年，维莱苏蒙特龙与市镇梅雷苏蒙特龙合并为新市镇莱蒙龙。

## 地理
维莱苏蒙特龙（47°8'42"N, 6°5'19"E）面积6.33 平方千米，位于法国勃艮第-弗朗什-孔泰大區杜省，该省份为法国东部内陆省份，北起上索恩省，西接汝拉省，东部及东南部与瑞士接壤，东北部与贝尔福地区省接壤。
与维莱苏蒙特龙接壤的市镇（或旧市镇、城区）包括：塔尔瑟奈、马尔布朗、梅雷苏蒙特龙、蒙特龙堡、塔尔瑟奈-富什朗。

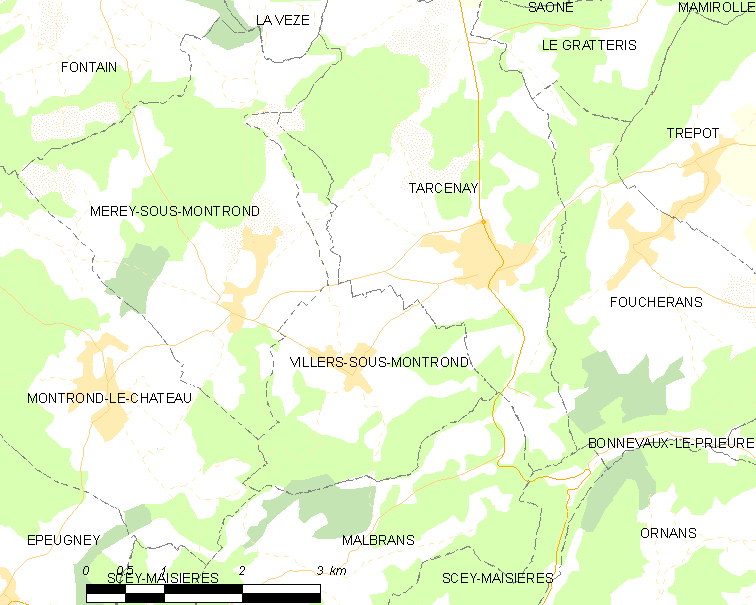
维莱苏蒙特龙的OSM定位图

维莱苏蒙特龙的时区为UTC+01:00、UTC+02:00（夏令时）。

## 行政
维莱苏蒙特龙的邮政编码为25620，INSEE市镇编码为25628。

## 政治
维莱苏蒙特龙所属的省级选区为奥尔南县。

## 人口

1962-2008年间维莱苏蒙特龙人口变化图示

维莱苏蒙特龙于2019年1月1日时的人口数量为210人。